# Miguel Abdón Saguier
Miguel Abdón Saguier Carmona (San Pedro del Ycuamandiyú, 1 de junio de 1945), conocido también como Tito Saguier, es un abogado, político y diplomático paraguayo. Fue senador nacional por un total de veinte años (1993-1998, 2003-2018), representando al Partido Liberal Radical Auténtico.
Además fue presidente del PLRA, ministro de Relaciones Exteriores y miembro de la Convención Nacional Constituyente de 1992, que sancionó la vigente Constitución de Paraguay.

## Biografía

### Vida personal y familiar
Miguel Abdón Saguier Carmona nació el 1 de junio de 1945 en San Pedro de Ycuamandiyú, hijo del mayor Rafael Hermes Saguier y Liduvina Concepción Carmona. Es hermano del también político Hermes Rafael Saguier.
El 30 de diciembre de 1973, Saguier contrajo matrimonio con la actriz Ana Abente Brun, quien décadas después divorciaría. Juntos tuvieron cuatro hijos: Juliana, Agustín, Pedro y Miguel. Pedro falleció en 2024, a los 46 años.
En 2013, Saguier confirmó públicamente que se encontraba en una relación de pareja con Beatriz Arza Huerta.

### Educación
Culminó sus estudios secundarios en Buenos Aires, Argentina. Egresó de la Universidad Nacional de Asunción con el título de abogado, en 1970.

## Trayectoria laboral
Durante trece años ejerció la docencia en la Facultad de Derecho de la Universidad Católica de Asunción, en colegios del interior y de Asunción.
Junto con Manuel Pesoa es coautor del libro 18 de octubre.

## Trayectoria política
Es militante del Partido Liberal Radical Auténtico siendo presidente de ese partido entre 2013 y 2016. Fue director del semanario El Radical, órgano periodístico del PLRA y director nacional del "Club Liberal Alón", organización juvenil de afiliados y simpatizantes del partido
Debido a su activa militancia política fue perseguido, apresado y procesado en varias ocasiones por el régimen dictatorial del general Alfredo Stroessner. Este último hecho lo llevó a ejercitar la defensa judicial de presos políticos en repetidas ocasiones durante la dictadura.
En 1992, luego del regreso de la democracia, fue parte de la Asamblea Constituyente encargada de redactar la Constitución Nacional.
Entre marzo y septiembre de 1999 fue ministro de Relaciones Exteriores del presidente Luis González Macchi.
Fue senador de 1993 a 1998 y de nuevo entre 2003 y 2018. Ha sido presidente del Senado en dos ocasiones (1996-1997 y 2007-2008). Además ejerció de presidente de la Comisión Permanente del Congreso Nacional y de diversas comisiones del mismo.
Volvió a candidatarse al Senado en las elecciones generales del 2023, pero no consiguió los votos para ingresar.